# Kirche zu Blender

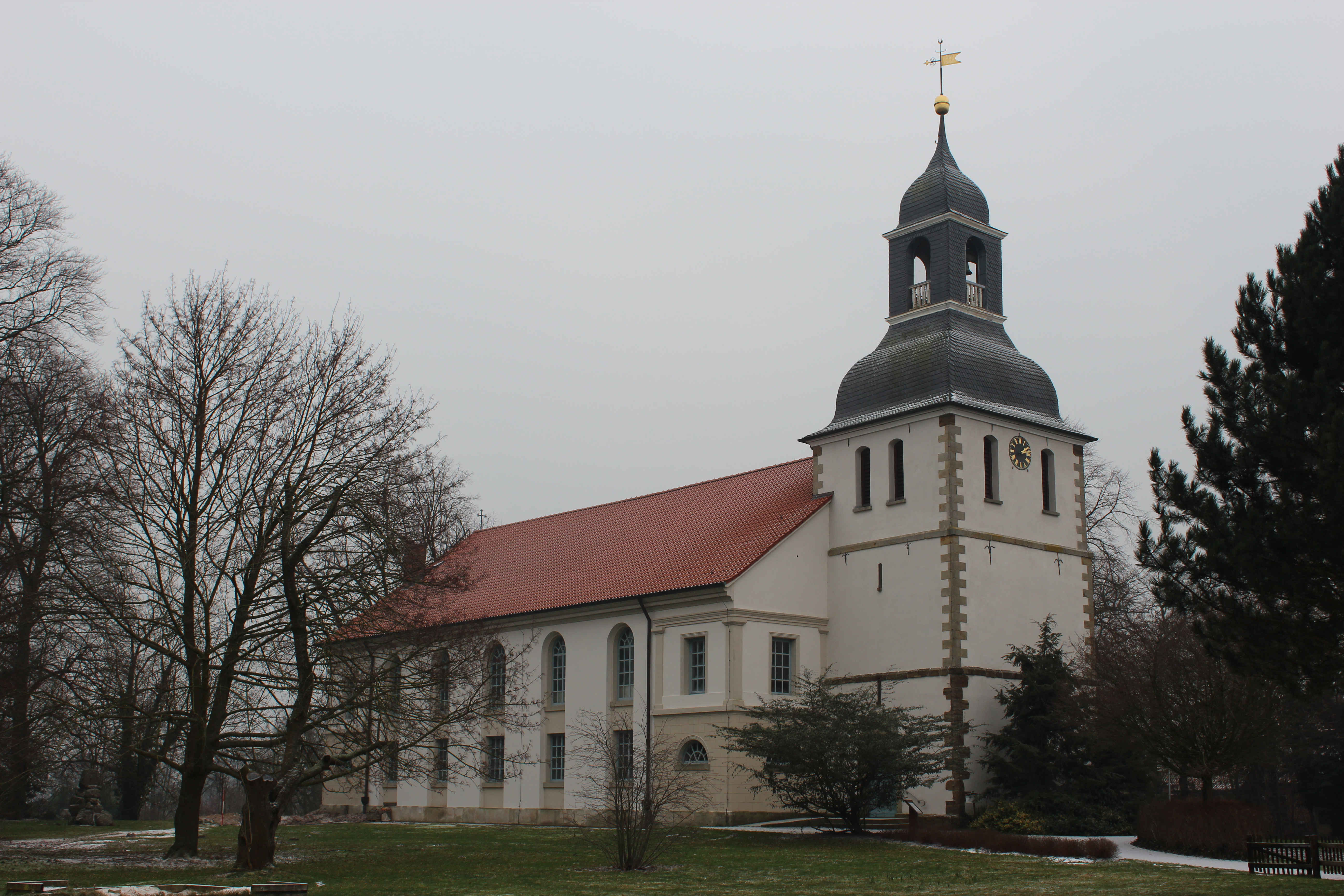
Evangelisch-lutherische Kirche in Blender

Die evangelisch-lutherische, denkmalgeschützte Kirche zu Blender steht  in Blender, einer Gemeinde im Landkreis Verden in Niedersachsen. Die Kirchengemeinde Blender ist mit den Kirchengemeinden der Ortsteile Intschede und Oiste pfarramtlich verbunden. Sie gehören zum Kirchenkreis Verden im Sprengel Stade der Evangelisch-lutherischen Landeskirche Hannovers.

## Beschreibung
Die erste Kirche wurde 1123 geweiht. Der baufällige Kirchturm der mittelalterlichen Kirche wird 1764 durch einen neuen quadratischen dreigeschossigen mit einer schiefergedeckten glockenförmigen Haube und einer vierseitigen offenen Laterne ersetzt. Er blieb auch beim Neubau der jetzigen Saalkirche von 1825/27 nach Plänen von Ludwig Hellner erhalten. In seinem obersten Geschoss befinden sich Klangarkaden, hinter denen sich der Glockenstuhl befindet, in dem drei Kirchenglocken hängen, die 1956 der Bochumer Verein gegossen hat. Sie sind gestimmt auf die Schlagtöne e', g' und a'. In der offenen Laterne hängt die Schlagglocke aus dem Jahr 1448. Das Langhaus mit sieben Jochen wurde aus verputztem Ziegelmauerwerk errichtet. Die beiden äußeren Joche sind zweigeschossig betont, oben haben sie rechteckige Sprossenfenstern, unten halbkreisförmige Fenster. Die übrigen Joche haben oben Bogenfenster und unten rechteckige Sprossenfenster. Der Innenraum des Langhauses wird durch die seitlichen Emporen auf schlanken hölzernen Stützen in drei Teile gegliedert. Der Mittelteil wird von einem segmentbogigen Tonnengewölbe überspannt. Über den Emporen befinden sich Flachdecken.
Der Ambo von 1770 ist das ältestes Einrichtungsstück der jetzigen Kirche. Weitere Stücke der Kirchenausstattung sind ein Kanzelaltar und ein Taufbecken von 1827, deren quadratischer hölzerner Taufständer aus einer ehemaligen Kommunionbank gebaut wurde.
Die Orgel mit 22 Registern, verteilt auf zwei Manuale und ein Pedal, wurde 1852 durch Philipp Furtwängler & Söhne gebaut und 1937 von Emil Hammer Orgelbau umgebaut. 2000 wurde sie durch Orgelbaumeister Franz Rietzsch aus Hemmingen restauriert und die ursprüngliche Disposition wieder hergestellt.